# اچ‌ام‌اس آگاممنون (۱۸۵۲)
اچ‌ام‌اس آگاممنون (۱۸۵۲) (به انگلیسی: HMS Agamemnon (1852)) یک کشتی بود که طول آن ۲۳۰ فوت ۳ اینچ (۷۰٫۱۸ متر) بود. این کشتی در سال ۱۸۵۲ ساخته شد.